# Unonopsis stipitata
Unonopsis stipitata är en kirimojaväxtart som beskrevs av Friedrich Ludwig Diels. Unonopsis stipitata ingår i släktet Unonopsis och familjen kirimojaväxter. Inga underarter finns listade i Catalogue of Life.